# Mees' nachtzwaluw
Mees' nachtzwaluw (Caprimulgus meesi) is een vogel uit de familie van de nachtzwaluwen (Caprimulgidae). De soort heeft een beperkt verspreidingsgebied op een paar eilanden binnen de Kleine Soenda-eilanden (Indonesië). De naam is een eerbetoon aan Gerlof Fokko Mees die tussen 1963 en 1991 conservator was van de afdeling vogels van het Rijksmuseum van Natuurlijke Historie.

## Kenmerken
De soort is in 2004 door de Nederlandse ornithologen George Sangster en Frank Rozendaal beschreven en werd daarvoor tot de ondersoort C. macrurus schlegelii van Horsfields nachtzwaluw gerekend, die een veel grotere verspreiding heeft in het oosten van Indonesië.
Deze soort is in uiterlijk niet te onderscheiden van de (onderling vaak verschillende) ondersoorten van Horsfields nachtzwaluw. De soort verschilt wel van de savannenachtzwaluw, die ook in dit gebied voorkomt. De savannenachtzwaluw is kleiner, minder bruin gekleurd en heeft kleinere witte stippen op de buitenste staartpennen. De status van aparte soort wordt vooral ontleend aan opvallende verschillen in de geluiden die deze nachtzwaluw maakt. Mees' nachtzwaluw verschilt in dit opzicht van alle andere ondersoorten uit het soortencomplex van Horsfields nachtzwaluw.

## Verspreiding, leefgebied en status
Deze nachtzwaluw komt alleen voor op Soemba, Flores en is ook waargenomen op  Alor en Pantar (Kleine Soenda-eilanden). Het leefgebied bestaat uit terreinen met dicht struikgewas afgewisseld met kleine boompjes, of de randen van bos in laagland tot hoogstens 800 m boven zeeniveau. Bovendien is waargenomen dat de vogel in de schemering boven zee en zoutmoerassen vliegt en pleistert op kleine eilandjes langs de kust.De vogel is niet zeldzaam. Men veronderstelt dat de soort in aantal stabiel is. Om deze redenen staat Mees' nachtzwaluw als niet bedreigd op de Rode Lijst van de IUCN.